# Plouédern
Plouédern (bret. Plouedern) – miejscowość i gmina we Francji, w regionie Bretania, w departamencie Finistère. W 2013 roku populacja gminy wynosiła 2855 mieszkańców. Przez miejscowość przepływa rzeka Élorn. 